# 布拉特基夫齊 (斯特雷區)
49°13′13″N 23°50′9″E / 49.22028°N 23.83583°E

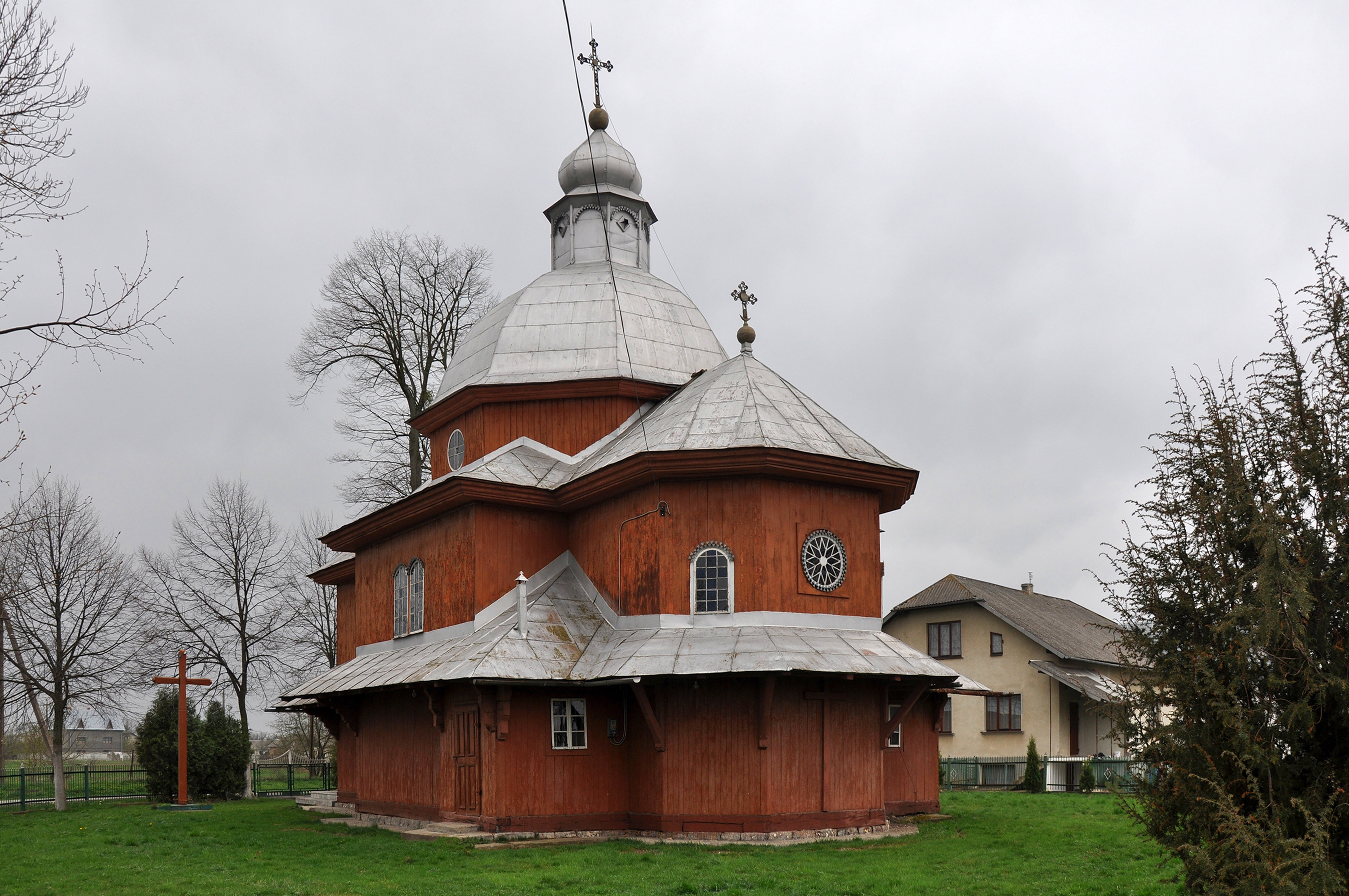

布拉特基夫齊（烏克蘭語：Братківці），是烏克蘭的村落，位於該國西部利沃夫州，由斯特雷區斯特雷市鎮負責管轄，始建於1370年，面積12.56平方公里，海拔高度306米，2001年人口1,372，人口密度每平方公里109.24人。